# ممنون الأصغر

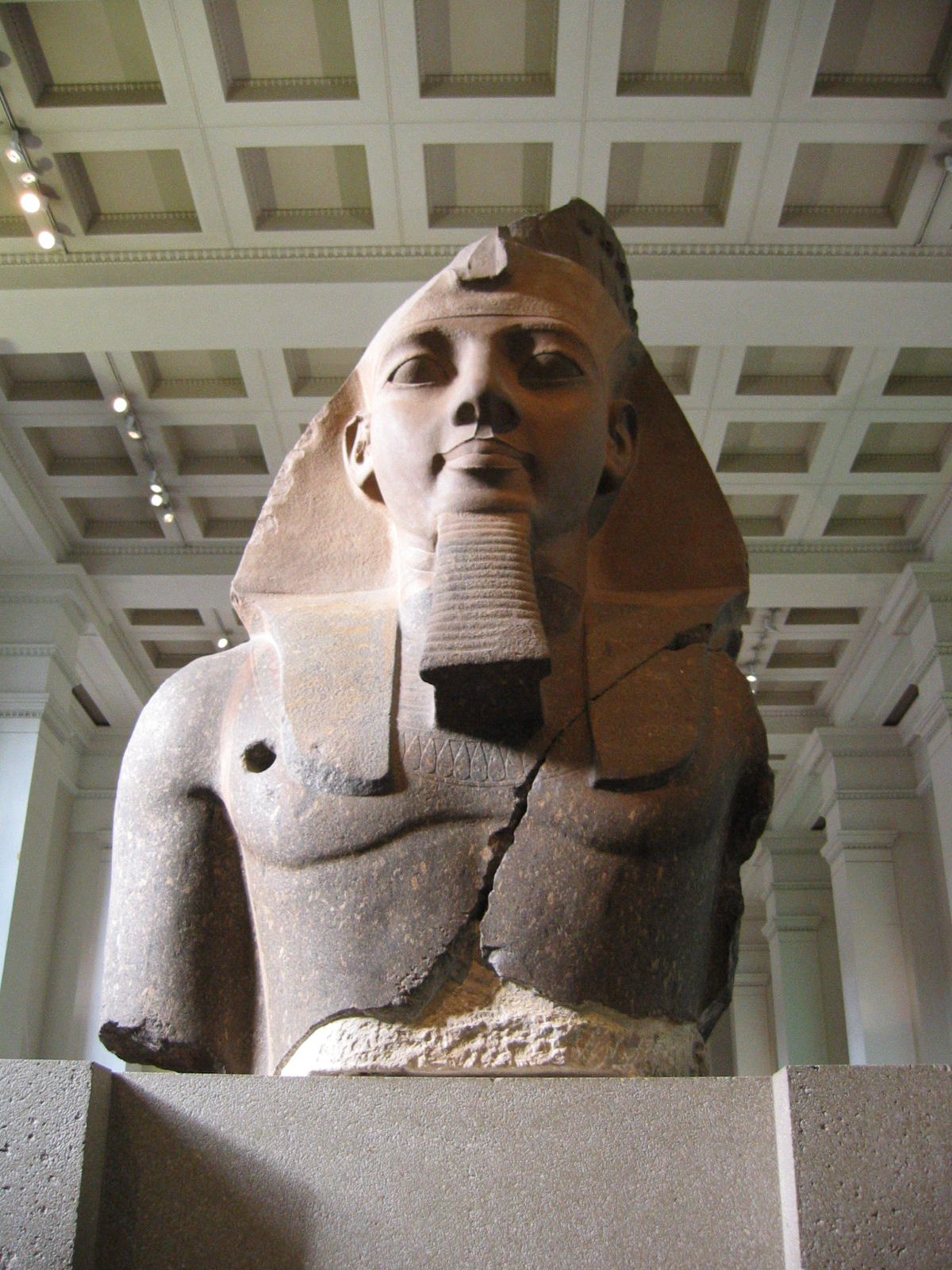
أحد التمثالين.

تمثال ممنون الأصغر أحد تمثالين نصفيين ضخمين مصنوعين من الغرانيت من مصر القديمة من المعبد الجنائزي المعروف باسم «الرامسيوم» في طيبة جنوبي مصر، يصور الفرعون رعمسيس الثاني يرتدي غطاء الرأس الملكي المخطط، مع إكليل الكوبرا (أفعى الكوبرا أو الأوريوس "Uraeus").
ليس من المعروف من قام بنحت التمثال، إلا أن العام الذي نحت فيه هو 1270 قبل الميلاد. يبلغ طول التمثال 2.7 متر ارتفاعاً، ومترين عرضاً عند الأكتاف، ويزن 7.25 أطنان، وتم نحته من صخرة غرانيت واحدة ملونة، غيما أن لون موقع العينين مختلف عن لون باقي أجزاء التمثال.

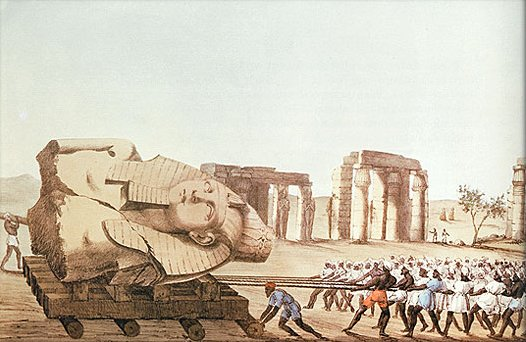
لوحة تمثل عملية نقل التمثال إلى ضفة نهر النيل استعدادا لشحنه.

فشل رجال نابليون في نقل هذا التمثال إلى فرنسا خلال حملة 1798. وفي العام 1815 وأثناء فترة حكم محمد علي، وبناء على فكرة من صديقه يوهان لويس بوركهاردت بنقل التمثال إلى بريطانيا قام القنصل البريطاني العام في مصر آنذاك هنري سالت بتوظيف المستكشف وخبير المصريات الإيطالي جوفاني باتيستا بلزوني الذي قام بنقل التمثال الضخم من الأقصر عبر نهر النيل إلى الإسكندرية ومنها إلى لندن، حيث قام سالت بعد ذلك بمنحه للمتحف البريطاني والذي لا يزال معروضا فيه حتى اليوم.